# Hylaeus colei
Hylaeus colei är en biart som beskrevs av Rayment 1935. Hylaeus colei ingår i släktet citronbin, och familjen korttungebin. Inga underarter finns listade i Catalogue of Life.